# Cosenza Calcio 2021-2022
Questa voce raccoglie le informazioni riguardanti il Cosenza Calcio nelle competizioni ufficiali della stagione 2021-2022.

## Stagione
La stagione 2021-2022 è stata per il Cosenza la 23ª partecipazione alla seconda serie del Campionato italiano di calcio.
Dopo la retrocessione in Serie C della stagione precedente, agli inizi di luglio 2021 la Co.Vi.So.C. rifiuta la domanda di iscrizione del Chievo, oberato dai debiti, al campionato, dando il via libera alla presentazione della domanda per il ripescaggio. Dopo tre ricorsi, alla FIGC prima, al CONI e al TAR dopo, tutti bocciati, il Chievo viene radiato dal campionato: a prenderne il posto in Serie B è la società rossoblù che, con rinnovato entusiasmo, fa ritorno nella serie cadetta con un nuovo progetto tecnico.
Dal punto di vista dirigenziale, si registra l'addio del direttore sportivo Stefano Trinchera, il 20 luglio 2021 viene ufficializzato l'ingaggio annuale di Roberto Goretti come suo sostituto.
Con la riammissione in Serie B, anche lo staff tecnico viene rinnovato, con Roberto Occhiuzzi che lascia la panchina calabrese per essere rimpiazzato da Marco Zaffaroni, il quale era rimasto svincolato proprio dopo l'esclusione del Chievo, al quale si era legato nel mese di luglio.
La stagione agonistica inizia il 13 agosto, con l'esordio in Coppa Italia, venendo eliminato ai trentaduesimi di finale dalla Fiorentina che ha vinto 4-0 allo Stadio Artemio Franchi di Firenze.
Il 6 dicembre, dopo un buon avvio a cui è seguito una serie di risultati negativi, la società si ritrova al sedicesimo posto e decide di sollevare dall'incarico Zaffaroni. Il giorno seguente viene ufficializzato il ritorno di Roberto Occhiuzzi sulla panchina rossoblu, restando in carica fino al 16 febbraio 2022 quando, dopo aver raccolto 4 punti in 7 partite, viene sollevato dall'incarico. Il giorno dopo viene annunciato come nuovo tecnico Pierpaolo Bisoli.
Il 6 maggio 2022, vincendo 1-0 contro il Cittadella all'ultima giornata di campionato, chiude al sedicesimo posto in classifica e, grazie alla contemporanea vittoria nello scontro diretto del L.R. Vicenza sull'Alessandria, conquistano la possibilità di disputare i play-out contro i veneti, con i piemontesi che retrocedono in Serie C.
Nella doppia sfida play-out contro il L.R. Vicenza, i lupi perdono l'andata in trasferta 1-0 con rete di Christian Maggio, mentre al ritorno, grazie alla doppietta di Larrivey, vince 2-0 e mantiene la categoria, condannando i biancorossi alla retrocessione.
Il 15 giugno 2022, a salvezza raggiunta, la società in accordo con il tecnico emiliano, annunciano la separazione al termine della stagione. Nella stessa giornata, risolvono il loro rapporto anche l'ex tecnico Roberto Occhiuzzi ed il preparatore atletico Luigi Pincente.

## Organigramma societario
Organigramma societario tratto dal sito ufficiale.
Area direttiva
- Presidente: Eugenio Guarascio

Area sanitaria
- Responsabile: Nino Avventuriera
- Medici sociali: Sergio Caira
- Massaggiatori: Ercole Donato

Area organizzativa
- Segretario generale: Andrea De Poli
- Team manager: Kevin Marulla
- Responsabile Amministrativo: Daniel Inderst
- Accompagnatore ufficiale: Mario Palmieri[24]
- Addetto alle relazioni esterne: Alessandro Russo[24]

Area comunicazione
- Responsabile: Gianluca Pasqua[25]
- Ufficio stampa: Daniele Cianflone[25]

Area marketing
- Ufficio marketing: Simona Di Carlo

Area tecnica
- Direttore sportivo: Roberto Goretti
- Allenatore: Marco Zaffaroni[1], Roberto Occhiuzzi[2], Pierpaolo Bisoli[3]
- Allenatore in seconda: Simone Moretti[4], Antonio Gatto[5], Danilo Chiodi[3]
- Collaboratore tecnico: Simone Moretti[26], Nicola Belmonte[27]
- Match analyst: Vincenzo Perri[28]
- Preparatore atletico: Andrea Curzi[1], Luigi Pincente[27]
- Preparatore dei portieri: Antonio Fischetti[29], Marco Bizzarri[3]
- Riabilitatore: Domenico Lucchetta

## Divise e sponsor
Per la stagione 2021-2022 è stato confermato come sponsor tecnico Legea. La società disputa le prime due giornate di campionato e la partita di Coppa Italia contro la Fiorentina con le tenute della stagione 2020-2021, non riportando nessuno sponsor sulla divisa da gioco.
| Casa alt.1 | Trasferta alt.1 | Trasferta alt.2 |

Il 3 settembre vengono presentate le nuove divise per la stagione 2021/2022, venendo impiegate per la prima volta dalla gara interna vinta contro il L.R. Vicenza. Sulle divise da gioco compaiono come Main Sponsor Hexergia e come top sleeve sponsor "La Valle" sulla manica sinistra. A partire dal derby vinto contro il Crotone, il Main Sponsor ufficiale torna ad essere 4.0. Dalla partita persa contro la SPAL, sul lato anteriore destro dei pantaloncini compare lo sponsor  Supermercati Contè.

## Rosa
Aggiornata al 2 aprile 2022.
| N. |                        | Ruolo | Calciatore                      |
| -- | ---------------------- | ----- | ------------------------------- |
| 2  | Italia (bandiera)      | D     | Angelo Corsi                    |
| 3  | Italia (bandiera)      | D     | Ciro Panico                     |
| 4  | Italia (bandiera)      | C     | Marco Carraro                   |
| 5  | Italia (bandiera)      | D     | Michele Rigione (vice capitano) |
| 6  | Paesi Bassi (bandiera) | C     | Reda Boultam                    |
| 7  | Italia (bandiera)      | A     | Luca Pandolfi                   |
| 9  | Italia (bandiera)      | A     | Gabriele Gori                   |
| 10 | Italia (bandiera)      | A     | Giuseppe Caso                   |
| 11 | Norvegia (bandiera)    | A     | Julian Kristoffersen            |
| 12 | Italia (bandiera)      | P     | Pavel Patitucci                 |
| 13 | Paesi Bassi (bandiera) | C     | Djavan Anderson                 |
| 14 | Italia (bandiera)      | D     | Andrea Tiritiello               |
| 15 | Finlandia (bandiera)   | D     | Sauli Väisänen                  |
| 16 | Italia (bandiera)      | D     | Michael Venturi                 |
| 17 | Italia (bandiera)      | D     | Roberto Pirrello                |
| 18 | Francia (bandiera)     | D     | Sanasi Sy                       |
| 19 | Italia (bandiera)      | C     | Luca Palmiero (capitano)        |
| 20 | Italia (bandiera)      | A     | Vincenzo Millico                |
| 21 | Italia (bandiera)      | C     | Andrea Vallocchia               |
| 22 | Italia (bandiera)      | P     | Umberto Saracco                 |
| 23 | Italia (bandiera)      | D     | Alessandro Minelli              |
| 23 | Italia (bandiera)      | D     | Michele Camporese               |
| 24 | Italia (bandiera)      | P     | Mattia Del Favero               |
| 24 | Italia (bandiera)      | P     | Edoardo Sarri                   |
| 25 | Italia (bandiera)      | C     | Alberto Gerbo                   |
| 26 | Italia (bandiera)      | P     | Mauro Vigorito                  |

| N. |                            | Ruolo | Calciatore           |
| -- | -------------------------- | ----- | -------------------- |
| 27 | Italia (bandiera)          | D     | Luca Bittante        |
| 31 | Slovenia (bandiera)        | P     | Kristjan Matoševič   |
| 32 | Italia (bandiera)          | A     | Riccardo Moreo       |
| 32 | Argentina (bandiera)       | A     | Joaquín Larrivey     |
| 34 | Italia (bandiera)          | C     | Aldo Florenzi        |
| 35 | Italia (bandiera)          | D     | Paolo Ficara         |
| 36 | Italia (bandiera)          | D     | Salvatore La Vardera |
| 36 | Paesi Bassi (bandiera)     | C     | Rodney Kongolo       |
| 37 | Italia (bandiera)          | C     | Raffaele Maresca     |
| 39 | Italia (bandiera)          | C     | Thomas Prestianni    |
| 40 | Italia (bandiera)          | A     | Massimo Zilli        |
| 41 | Italia (bandiera)          | D     | Baldovino Cimino     |
| 42 | Kosovo (bandiera)          | C     | Idriz Voca           |
| 43 | Italia (bandiera)          | D     | Giovanni Aceto       |
| 47 | Italia (bandiera)          | P     | Tommaso Di Fusco     |
| 48 | Italia (bandiera)          | A     | Alessandro Arioli    |
| 51 | Italia (bandiera)          | P     | Luciano Borrelli     |
| 55 | Bulgaria (bandiera)        | D     | Andrea Hristov       |
| 77 | Albania (bandiera)         | C     | Emanuele Ndoj        |
| 79 | Rep. Dominicana (bandiera) | A     | Gianluigi Sueva      |
| 89 | Francia (bandiera)         | C     | Steeve-Mike Eyango   |
| 92 | Croazia (bandiera)         | C     | Mario Šitum          |
| 94 | Italia (bandiera)          | D     | Daniele Liotti       |
| 95 | Francia (bandiera)         | A     | Gaëtan Laura         |
| 99 | Italia (bandiera)          | C     | Alessandro Di Pardo  |

## Calciomercato

### Sessione estiva(dal 1º/07 al 31/08)
| Acquisti         | Acquisti                   | Acquisti    | Acquisti                                       |
| R.               | Nome                       | da          | Modalità                                       |
| ---------------- | -------------------------- | ----------- | ---------------------------------------------- |
| P                | Wladimiro Falcone          | Sampdoria   | riscattato                                     |
| P                | Mauro Vigorito             | Lecce       | definitivo                                     |
| D                | Djavan Anderson            | Lazio       | prestito                                       |
| D                | Michele Rigione            | Chievo      | svincolato                                     |
| D                | Sauli Väisänen             | Chievo      | svincolato                                     |
| C                | Marco Carraro              | Atalanta    | prestito                                       |
| C                | Luca Palmiero              | Napoli      | prestito                                       |
| C                | Mario Šitum                | Reggina     | prestito                                       |
| C                | Andrea Vallocchia          | Juve Stabia | definitivo                                     |
| A                | Giuseppe Caso              | Genoa       | prestito                                       |
| A                | Gabriele Gori              | Fiorentina  | prestito                                       |
| A                | Julian Kristoffersen       | Salernitana | prestito                                       |
| A                | Vincenzo Millico           | Torino      | prestito                                       |
| Altre operazioni |                            |             |                                                |
| R.               | Nome                       | a           | Modalità                                       |
| P                | Mattia Del Favero          | Juventus    | prestito con diritto di opzione e contropzione |
| D                | Giovanni Aceto             | Torino      | fine prestito                                  |
| D                | Baldovino Cimino           | Juve Stabia | definitivo                                     |
| D                | Salvatore Dario La Vardera | Acireale    | fine prestito                                  |
| D                | Alessandro Minelli         | Juventus    | prestito                                       |
| D                | Ciro Panico                | Potenza     | svincolato                                     |
| D                | Roberto Pirrello           | Empoli      | prestito con diritto di opzione                |
| D                | Sanasi Sy                  | Salernitana | prestito                                       |
| D                | Michael Venturi            | Carpi       | svincolato                                     |
| C                | Reda Boultam               | Salernitana | prestito con diritto di opzione e contropzione |
| C                | Raffaele Maresca           | Bologna     | fine prestito                                  |
| C                | Steeve-Mike Eyango         | Genoa       | prestito                                       |
| A                | Riccardo Moreo             | Novara      | fine prestito                                  |
| A                | Luca Pandolfi              | Turris      | definitivo                                     |

| Cessioni         | Cessioni           | Cessioni           | Cessioni        |
| R.               | Nome               | a                  | Modalità        |
| ---------------- | ------------------ | ------------------ | --------------- |
| P                | Wladimiro Falcone  | Sampdoria          | contro riscatto |
| D                | Riccardo Idda      | Virtus Francavilla | fine contratto  |
| D                | Matteo Legittimo   |                    | fine contratto  |
| D                | Raffaele Schiavi   | Paganese           | fine contratto  |
| D                | Brayan Vera        | Lecce              | fine prestito   |
| C                | Luca Crecco        | Pescara            | fine prestito   |
| C                | Ben Lhassine Kone  | Torino             | fine prestito   |
| C                | Ihsan Sacko        | Nizza              | fine prestito   |
| C                | Daniele Sciaudone  | Reggiana           | fine contratto  |
| C                | Davide Petrucci    | Hapoel Be'er Sheva | fine contratto  |
| C                | Luca Tremolada     | Pordenone          | fine prestito   |
| A                | Mirko Carretta     | Perugia            | fine contratto  |
| A                | Ettore Gliozzi     | Monza              | fine prestito   |
| A                | Jeremy Mbakogu     |                    | fine contratto  |
| A                | Marcello Trotta    | Frosinone          | fine prestito   |
| Altre operazioni |                    |                    |                 |
| R.               | Nome               | a                  | Modalità        |
| D                | Geōrgios Antzoulas | Asteras Tripolīs   | fine prestito   |
| D                | Devid Bouah        | Roma               | fine prestito   |
| D                | Gianmarco Ingrosso | Pisa               | fine prestito   |
| D                | Samuele Pascali    | Pescara            | fine prestito   |
| C                | Abou-Malal Ba      | Nantes             | fine prestito   |
| A                | Mohamed Bahlouli   | Sampdoria          | fine prestito   |
| A                | Riccardo Moreo     | Pergolettese       | definitivo      |

### Sessione invernale(dal 3/01 al 31/01)
| Acquisti         | Acquisti            | Acquisti     | Acquisti   |
| R.               | Nome                | da           | Modalità   |
| ---------------- | ------------------- | ------------ | ---------- |
| P                | Edoardo Sarri       | Juve Stabia  | prestito   |
| D                | Michele Camporese   | Pordenone    | prestito   |
| D                | Andrea Hristov      | Slavia Sofia | definitivo |
| D                | Daniele Liotti      | Reggina      | prestito   |
| C                | Alessandro Di Pardo | Juventus     | prestito   |
| C                | Rodney Kongolo      | Heerenveen   | definitivo |
| C                | Emanuele Ndoj       | Brescia      | prestito   |
| C                | Idriz Voca          |              | svincolato |
| Altre operazioni |                     |              |            |
| R.               | Nome                | a            | Modalità   |
| A                | Gaëtan Laura        | Paris FC     | prestito   |

| Cessioni         | Cessioni             | Cessioni           | Cessioni             |
| R.               | Nome                 | a                  | Modalità             |
| ---------------- | -------------------- | ------------------ | -------------------- |
| D                | Djavan Anderson      | Lazio              | fine prestito        |
| D                | Angelo Corsi         | Vibonese           | prestito             |
| A                | Gianluigi Sueva      | Potenza            | prestito             |
| Altre operazioni |                      |                    |                      |
| R.               | Nome                 | a                  | Modalità             |
| P                | Mattia Del Favero    | Juventus           | risoluzione prestito |
| P                | Umberto Saracco      | Fidelis Andria     | definitivo           |
| D                | Paolo Ficara         | Cittanovese        | prestito             |
| D                | Salvatore La Vardera | Imolese            | prestito             |
| D                | Alessandro Minelli   | Juventus           | risoluzione prestito |
| D                | Ciro Panico          | Juve Stabia        | definitivo           |
| C                | Raffaele Maresca     | Casertana          | prestito             |
| C                | Thomas Prestianni    | Castelnuovo Vomano | prestito             |
| A                | Steeve-Mike Eyango   | Genoa              | risoluzione prestito |

### Operazioni esterne(dal 1º/02 al 30/06)
| Acquisti | Acquisti         | Acquisti | Acquisti   |
| R.       | Nome             | da       | Modalità   |
| -------- | ---------------- | -------- | ---------- |
| A        | Joaquín Larrivey |          | svincolato |

| Cessioni | Cessioni | Cessioni | Cessioni |
| R.       | Nome     | a        | Modalità |
| -------- | -------- | -------- | -------- |

## Risultati

### Serie B

#### Play-out
| Arbitro: | Maresca (Napoli) |

|            |           |  |
| Maggio 90’ | Marcatori |  |

| Arbitro: | Massa (Imperia) |

|                          |           |  |
| Larrivey 46’, 67’ (rig.) | Marcatori |  |

### Coppa Italia

#### Turni eliminatori
| Arbitro: | Camplone (Pescara) |

|                                            |           |  |
| Vlahović 4’, 45+4’ González 37’ Venuti 51’ | Marcatori |  |

## Statistiche

### Statistiche di squadra
Statistiche aggiornate al 20 maggio 2022
| Competizione | Punti                   | In casa | In casa | In casa | In casa | In casa | In casa | In trasferta | In trasferta | In trasferta | In trasferta | In trasferta | In trasferta | Totale | Totale | Totale | Totale | Totale | Totale | DR  |
| Competizione | Punti                   | G       | V       | N       | P       | Gf      | Gs      | G            | V            | N            | P            | Gf           | Gs           | G      | V      | N      | P      | Gf     | Gs     | DR  |
| ------------ | ----------------------- | ------- | ------- | ------- | ------- | ------- | ------- | ------------ | ------------ | ------------ | ------------ | ------------ | ------------ | ------ | ------ | ------ | ------ | ------ | ------ | --- |
| Serie B      | 35                      | 19      | 8       | 3       | 8       | 21      | 23      | 19           | 0            | 8            | 11           | 15           | 36           | 38     | 8      | 11     | 19     | 36     | 59     | -23 |
| Play-out     | Vincitore               | 1       | 1       | 0       | 0       | 2       | 0       | 1            | 0            | 0            | 1            | 0            | 1            | 2      | 1      | 0      | 1      | 2      | 1      | +1  |
| Coppa Italia | Trentaduesimi di finale | 0       | 0       | 0       | 0       | 0       | 0       | 1            | 0            | 0            | 1            | 0            | 4            | 1      | 0      | 0      | 1      | 0      | 4      | -4  |
| Totale       | 35                      | 20      | 9       | 3       | 8       | 23      | 23      | 21           | 0            | 8            | 13           | 15           | 41           | 41     | 9      | 11     | 21     | 38     | 64     | -26 |

### Andamento in campionato
| Giornata  | 1  | 2  | 3  | 4  | 5  | 6 | 7  | 8  | 9  | 10 | 11 | 12 | 13 | 14 | 15 | 16 | 17 | 18 | 19 | 20 | 21 | 22 | 23 | 24 | 25 | 26 | 27 | 28 | 29 | 30 | 31 | 32 | 33 | 34 | 35 | 36 | 37 | 38 |
| --------- | -- | -- | -- | -- | -- | - | -- | -- | -- | -- | -- | -- | -- | -- | -- | -- | -- | -- | -- | -- | -- | -- | -- | -- | -- | -- | -- | -- | -- | -- | -- | -- | -- | -- | -- | -- | -- | -- |
| Luogo     | T  | T  | C  | T  | C  | C | T  | C  | T  | C  | T  | C  | T  | C  | T  | C  | T  | C  | T  | C  | C  | T  | C  | T  | C  | C  | T  | C  | T  | C  | T  | C  | T  | C  | T  | C  | T  | C  |
| Risultato | P  | P  | V  | N  | V  | V | P  | N  | P  | V  | P  | P  | N  | P  | P  | P  | N  | P  | N  | P  | N  | N  | P  | P  | N  | V  | P  | V  | P  | N  | P  | P  | N  | P  | P  | V  | N  | V  |
| Posizione | 15 | 18 | 13 | 14 | 13 | 9 | 10 | 11 | 13 | 11 | 14 | 15 | 15 | 16 | 16 | 16 | 17 | 17 | 17 | 17 | 17 | 17 | 17 | 17 | 17 | 17 | 17 | 17 | 17 | 17 | 17 | 17 | 17 | 17 | 17 | 17 | 17 | 16 |

Legenda:

Luogo: C = Casa; T = Trasferta. Risultato: V = Vittoria; N = Pareggio; P = Sconfitta.

### Statistiche dei giocatori
| Giocatore        | Serie B  | Serie B | Serie B     | Serie B    | Play-out | Play-out | Play-out    | Play-out   | Coppa Italia | Coppa Italia | Coppa Italia | Coppa Italia | Totale   | Totale | Totale      | Totale     |
| Giocatore        | Presenze | Reti    | Ammonizioni | Espulsioni | Presenze | Reti     | Ammonizioni | Espulsioni | Presenze     | Reti         | Ammonizioni  | Espulsioni   | Presenze | Reti   | Ammonizioni | Espulsioni |
| ---------------- | -------- | ------- | ----------- | ---------- | -------- | -------- | ----------- | ---------- | ------------ | ------------ | ------------ | ------------ | -------- | ------ | ----------- | ---------- |
| G. Aceto         | 0        | 0       | 0           | 0          | 0        | 0        | 0           | 0          | 0            | 0            | 0            | 0            | 0        | 0      | 0           | 0          |
| D. Anderson      | 8        | 0       | 1           | 0          | 0        | 0        | 0           | 0          | 0            | 0            | 0            | 0            | 8        | 0      | 1           | 0          |
| A. Arioli        | 1        | 0       | 0           | 0          | 0        | 0        | 0           | 0          | 1            | 0            | 0            | 0            | 2        | 0      | 0           | 0          |
| L. Bittante      | 10       | 0       | 1           | 1          | 2        | 0        | 0           | 0          | 0            | 0            | 0            | 0            | 12       | 0      | 1           | 1          |
| L. Borrelli      | 0        | 0       | 0           | 0          | 0        | 0        | 0           | 0          | 0            | 0            | 0            | 0            | 0        | 0      | 0           | 0          |
| R. Boultam       | 22       | 0       | 2           | 0          | 1        | 0        | 0           | 0          | 0            | 0            | 0            | 0            | 23       | 0      | 2           | 0          |
| M. Camporese     | 13       | 5       | 3           | 1          | 2        | 0        | 0           | 0          | 0            | 0            | 0            | 0            | 15       | 5      | 3           | 1          |
| M. Carraro       | 35       | 2       | 7           | 0          | 1        | 0        | 1           | 0          | 0            | 0            | 0            | 0            | 36       | 2      | 8           | 0          |
| G. Caso          | 37       | 5       | 7           | 0          | 2        | 0        | 0           | 0          | 0            | 0            | 0            | 0            | 39       | 5      | 7           | 0          |
| A. Corsi         | 14       | 0       | 1           | 0          | 0        | 0        | 0           | 0          | 1            | 0            | 0            | 0            | 15       | 0      | 1           | 0          |
| M. Del Favero    | 0        | 0       | 0           | 0          | 0        | 0        | 0           | 0          | 0            | 0            | 0            | 0            | 0        | 0      | 0           | 0          |
| T. Di Fusco      | 0        | 0       | 0           | 0          | 0        | 0        | 0           | 0          | 0            | 0            | 0            | 0            | 0        | 0      | 0           | 0          |
| A. Di Pardo      | 13       | 0       | 3           | 0          | 1        | 0        | 0           | 0          | 0            | 0            | 0            | 0            | 14       | 0      | 3           | 0          |
| S.M. Eyango      | 4        | 0       | 0           | 0          | 0        | 0        | 0           | 0          | 0            | 0            | 0            | 0            | 4        | 0      | 0           | 0          |
| P. Ficara        | 0        | 0       | 0           | 0          | 0        | 0        | 0           | 0          | 1            | 0            | 0            | 0            | 1        | 0      | 0           | 0          |
| A. Florenzi      | 27       | 0       | 4           | 0          | 1        | 0        | 1           | 0          | 1            | 0            | 0            | 0            | 29       | 0      | 5           | 0          |
| M. Gaudio        | 0        | 0       | 0           | 0          | 0        | 0        | 0           | 0          | 0            | 0            | 0            | 0            | 0        | 0      | 0           | 0          |
| A. Gerbo         | 21       | 0       | 2           | 0          | 1        | 0        | 0           | 0          | 0            | 0            | 0            | 0            | 22       | 0      | 2           | 0          |
| G. Gori          | 18       | 5       | 1           | 0          | 0        | 0        | 0           | 0          | 0            | 0            | 0            | 0            | 18       | 5      | 1           | 0          |
| A. Hristov       | 10       | 0       | 1           | 0          | 1        | 0        | 0           | 0          | 0            | 0            | 0            | 0            | 11       | 0      | 1           | 0          |
| R. Kongolo       | 13       | 0       | 0           | 0          | 2        | 0        | 0           | 0          | 0            | 0            | 0            | 0            | 15       | 0      | 0           | 0          |
| J. Kristoffersen | 5        | 0       | 0           | 0          | 0        | 0        | 0           | 0          | 0            | 0            | 0            | 0            | 5        | 0      | 0           | 0          |
| J. Larrivey      | 15       | 6       | 4           | 1          | 2        | 2        | 1           | 0          | 0            | 0            | 0            | 0            | 17       | 8      | 5           | 1          |
| G. Laura         | 15       | 1       | 1           | 0          | 0        | 0        | 0           | 0          | 0            | 0            | 0            | 0            | 15       | 1      | 1           | 0          |
| S. La Vardera    | 2        | 0       | 0           | 0          | 0        | 0        | 0           | 0          | 0            | 0            | 0            | 0            | 2        | 0      | 0           | 0          |
| D. Liotti        | 18       | 2       | 2           | 0          | 2        | 0        | 1           | 0          | 0            | 0            | 0            | 0            | 20       | 2      | 3           | 0          |
| R. Maresca       | 0        | 0       | 0           | 0          | 0        | 0        | 0           | 0          | 1            | 0            | 0            | 0            | 1        | 0      | 0           | 0          |
| K. Matoševič     | 18       | -26     | 2           | 0          | 2        | -1       | 1           | 0          | 1            | -4           | 0            | 0            | 21       | -31    | 3           | 0          |
| V. Millico       | 20       | 3       | 3           | 0          | 0        | 0        | 0           | 0          | 0            | 0            | 0            | 0            | 20       | 3      | 3           | 0          |
| A. Minelli       | 3        | 0       | 1           | 0          | 0        | 0        | 0           | 0          | 1            | 0            | 0            | 0            | 4        | 0      | 1           | 0          |
| R. Moreo         | 0        | 0       | 0           | 0          | 0        | 0        | 0           | 0          | 1            | 0            | 0            | 0            | 1        | 0      | 0           | 0          |
| E. Ndoj          | 10       | 0       | 0           | 1          | 0        | 0        | 0           | 0          | 0            | 0            | 0            | 0            | 10       | 0      | 0           | 1          |
| L. Palmiero      | 29       | 0       | 4           | 1          | 1        | 0        | 0           | 0          | 0            | 0            | 0            | 0            | 30       | 0      | 4           | 1          |
| L. Pandolfi      | 17       | 0       | 2           | 0          | 0        | 0        | 0           | 0          | 0            | 0            | 0            | 0            | 17       | 0      | 2           | 0          |
| C. Panico        | 0        | 0       | 0           | 0          | 0        | 0        | 0           | 0          | 1            | 0            | 0            | 0            | 1        | 0      | 0           | 0          |
| R. Pirrello      | 6        | 0       | 0           | 0          | 0        | 0        | 0           | 0          | 0            | 0            | 0            | 0            | 6        | 0      | 0           | 0          |
| T. Prestianni    | 0        | 0       | 0           | 0          | 0        | 0        | 0           | 0          | 1            | 0            | 1            | 0            | 1        | 0      | 1           | 0          |
| M. Rigione       | 34       | 1       | 4           | 1          | 2        | 0        | 0           | 0          | 0            | 0            | 0            | 0            | 36       | 1      | 4           | 1          |
| U. Saracco       | 3        | -7      | 0           | 0          | 0        | 0        | 0           | 0          | 0            | 0            | 0            | 0            | 3        | -7     | 0           | 0          |
| E. Sarri         | 0        | 0       | 0           | 0          | 0        | 0        | 0           | 0          | 0            | 0            | 0            | 0            | 0        | 0      | 0           | 0          |
| M. Šitum         | 30       | 2       | 2           | 0          | 1        | 0        | 0           | 0          | 0            | 0            | 0            | 0            | 31       | 2      | 2           | 0          |
| G. Sueva         | 3        | 0       | 0           | 0          | 0        | 0        | 0           | 0          | 1            | 0            | 0            | 0            | 4        | 0      | 0           | 0          |
| S. Sy            | 17       | 0       | 5           | 0          | 0        | 0        | 0           | 0          | 0            | 0            | 0            | 0            | 17       | 0      | 5           | 0          |
| A. Tiritiello    | 16       | 1       | 4           | 0          | 0        | 0        | 0           | 0          | 1            | 0            | 0            | 0            | 17       | 1      | 4           | 0          |
| S. Väisänen      | 20       | 0       | 4           | 0          | 1        | 0        | 0           | 0          | 0            | 0            | 0            | 0            | 21       | 0      | 4           | 0          |
| I. Voca          | 6        | 0       | 1           | 1          | 0        | 0        | 0           | 0          | 0            | 0            | 0            | 0            | 6        | 0      | 1           | 1          |
| A. Vallocchia    | 17       | 0       | 2           | 0          | 2        | 0        | 1           | 0          | 0            | 0            | 0            | 0            | 19       | 0      | 3           | 0          |
| M. Venturi       | 15       | 0       | 4           | 0          | 2        | 0        | 0           | 0          | 1            | 0            | 0            | 0            | 18       | 0      | 4           | 0          |
| M. Vigorito      | 18       | -26     | 0           | 0          | 0        | 0        | 0           | 0          | 0            | 0            | 0            | 0            | 18       | -26    | 0           | 0          |
| M. Zilli         | 6        | 1       | 1           | 0          | 2        | 0        | 0           | 0          | 0            | 0            | 0            | 0            | 8        | 1      | 1           | 0          |

## Giovanili

### Organigramma
Tratto dal sito ufficiale della società.
Area direttiva
- Coordinatore tecnico: Sergio Mezzina
- Segretario sportivo: Davide Calogero Provenzano
- Responsabile scouting: Benedetto Pugliese

Primavera
- Allenatore: Antonello Altamura
- Allenatore in seconda: Mario La Canna
- Preparatore atletico: Gianfranco Salerno
- Preparatore atletico: Giuseppe Ruffolo
- Preparatore dei portieri: Francesco Spigola
- Team Manager: Guido Martire

Under-17
- Allenatore: Danilo Angotti
- Allenatore in seconda: Luca Chianello
- Preparatore atletico: Mirko Fasanella
- Preparatore dei portieri: Andrea Giovanni Marino
- Team manager: Francesco Emanuel Perna

Under-15
- Allenatore: Gianluca Garofalo
- Allenatore in seconda: Paola Luisa Orlando
- Preparatore atletico: Mario Paura
- Preparatore dei portieri: Andrea Giovanni Marino
- Team manager: Mauro Carbone, Daniela Fiorelli

Under-16
- Allenatore: Nicola Belmonte
- Allenatore in seconda: Giuseppe Marozzo
- Preparatore atletico: Carmelo Servidio
- Allenatore dei portieri: Andrea Giovanni Marino
- Team manager: Pasquale Gervasi